# Bolton (Vermont)
Bolton ist eine Town im Chittenden County des Bundesstaats Vermont in den Vereinigten Staaten, mit 1301 Einwohnern (laut Volkszählung von 2020).

## Geografie

### Geografische Lage
Bolton liegt im Osten des Chittenden Countys, in den Westausläufern der Green Mountains, am Ostrand des Lake Champlain Valleys. Der Winooski River durchfließt das Gebiet der Siedlung von Ost nach West und nimmt die Wasser vieler kleiner, meist namenloser Zuläufe auf, die von den umliegenden Bergen strömen. Es gibt nur wenige, kleine Seen auf dem Gebiet der Town. Die Oberfläche ist hügelig. Die höchste Erhebung ist der 1123 m hohe Bolton Mountain. An den westlichen Hängen des 1035 m hohen Ricker Mountains befindet sich die Bolton Valley Ski area.

### Nachbargemeinden
Alle Entfernungen sind als Luftlinien zwischen den offiziellen Koordinaten der Orte aus der Volkszählung 2010 angegeben.
- Norden: Underhill, 4,7 km
- Nordosten:  Stowe, 18,5 km
- Osten:  Waterbury, 13,3 km
- Südosten:  Duxbury, 6,4 km
- Süden:  Huntington, 8,8 km
- Westen:  Richmond, 11,4 km
- Nordwesten: Jericho, 9,9 km

### Klima
Die Durchschnittstemperatur in Bolton liegt zwischen −11,0 °C (12 °Fahrenheit) im Januar und 18,2 °C (61 Grad Fahrenheit) im Juli. Damit ist der Ort gegenüber dem langjährigen Mittel Vermonts um etwa 2 Grad kühler. Die Schneefälle zwischen Oktober und Mai erreichen ihren Höchstwert im Januar und liegen deutlich höher als die mittlere Schneehöhe in den USA. Die tägliche Sonnenscheindauer liegt am unteren Rand des Wertespektrums der USA, im Zeitraum September bis Dezember zum Teil deutlich darunter.

## Geschichte
Bolton wurde am 7. Juni 1763 von Benning Wentworth als Teil von New Hampshire mit einer Fläche von 6 auf 6 Meilen, entsprechend den üblichen 23.040 acres (etwa 93,2 km²) zur Besiedlung ausgerufen. Benannt wurde Bolton nach Charles Paulet, 5. Duke of Bolton. Erste Siedler waren Noah Dewey, Peter Dilse, James Moore, Thomas Palmer, Robert Stinson sowie John und Robert Kenedy. Die Nehmer des Grants waren Bekannte und Freunde von Wentworth. Die Gruppe um Samuel Averill war nicht an der Besiedlung interessiert, sondern agierten als Landspekulanten.
Vermessen und aufgeteilt wurde Bolton 1800 durch John Johnson. Am 27. Oktober 1794 wurde der nördliche Teil von Huntington der Town von Bolton zugeschlagen. Da die Oberfläche der Town sehr hügelig ist, war eine Besiedlung nur im Tal des Winooski Rivers möglich.

### Einwohnerentwicklung
| Volkszählungsergebnisse – Town of Bolton, Vermont | Volkszählungsergebnisse – Town of Bolton, Vermont | Volkszählungsergebnisse – Town of Bolton, Vermont | Volkszählungsergebnisse – Town of Bolton, Vermont | Volkszählungsergebnisse – Town of Bolton, Vermont | Volkszählungsergebnisse – Town of Bolton, Vermont | Volkszählungsergebnisse – Town of Bolton, Vermont | Volkszählungsergebnisse – Town of Bolton, Vermont | Volkszählungsergebnisse – Town of Bolton, Vermont | Volkszählungsergebnisse – Town of Bolton, Vermont | Volkszählungsergebnisse – Town of Bolton, Vermont |
| Jahr                                              | 1700                                              | 1710                                              | 1720                                              | 1730                                              | 1740                                              | 1750                                              | 1760                                              | 1770                                              | 1780                                              | 1790                                              |
| ------------------------------------------------- | ------------------------------------------------- | ------------------------------------------------- | ------------------------------------------------- | ------------------------------------------------- | ------------------------------------------------- | ------------------------------------------------- | ------------------------------------------------- | ------------------------------------------------- | ------------------------------------------------- | ------------------------------------------------- |
| Einwohner                                         |                                                   |                                                   |                                                   |                                                   |                                                   |                                                   |                                                   |                                                   |                                                   | 88                                                |
| Jahr                                              | 1800                                              | 1810                                              | 1820                                              | 1830                                              | 1840                                              | 1850                                              | 1860                                              | 1870                                              | 1880                                              | 1890                                              |
| Einwohner                                         | 219                                               | 249                                               | 306                                               | 452                                               | 470                                               | 602                                               | 645                                               | 711                                               | 674                                               | 547                                               |
| Jahr                                              | 1900                                              | 1910                                              | 1920                                              | 1930                                              | 1940                                              | 1950                                              | 1960                                              | 1970                                              | 1980                                              | 1990                                              |
| Einwohner                                         | 486                                               | 469                                               | 390                                               | 325                                               | 287                                               | 301                                               | 237                                               | 427                                               | 715                                               | 971                                               |
| Jahr                                              | 2000                                              | 2010                                              | 2020                                              | 2030                                              | 2040                                              | 2050                                              | 2060                                              | 2070                                              | 2080                                              | 2090                                              |
| Einwohner                                         | 971                                               | 1182                                              | 1301                                              |                                                   |                                                   |                                                   |                                                   |                                                   |                                                   |                                                   |

## Kultur und Sehenswürdigkeiten

### Sport
Bolton ist als Wintersportgebiet durch die Bolton Valley Ski area bekannt, welches sich an den westlichen Hänge des Ricker Mountains befindet.

## Wirtschaft und Infrastruktur

### Verkehr
Bolton wird von der Interstate 89 in westöstlicher Richtung durchquert. Sie verbindet Bolton mit Burlington und Montpelier. Parallel zur Interstate führt der U.S. Highway 2 durch die Town. Beide folgen engt dem Winooski River. Die Bolton Valley Access Road erschließt das Ski-Gebiet Bolton Valley. Bolton liegt an der Bahnstrecke Windsor–Burlington, wird aber nicht mehr bedient.

### Öffentliche Einrichtungen
Es gibt kein Krankenhaus in Bolton. Das  University of Vermont Medical Center in Burlington, ist das nächstgelegene Krankenhaus.

### Bildung
Bolton gehört mit Huntington, Jericho, Richmond und Underhill zum Mount Mansfield Modified Union School District. In Bolton bietet die Smilie Memorial School Ausbildung von Kindergarten bis zum vierten Schuljahr.
Es gibt keine Bibliothek in Bolton. Die nächstgelegenen befinden sich in Underhill, Richmond und Huntington.

## Persönlichkeiten

### Söhne und Töchter der Stadt
- George Willard (1824–1901), Politiker, Abgeordneter für Michigan im US-Repräsentantenhaus